# アイケンシス写本
8世紀に書かれたアイケンシス写本は、12世紀ごろから1988年にいたるまでの巻物を形成した、2つの写本から構成される福音書である。アイケンシス写本はベルギー最古の本である。8世紀から、現在のマーサイクで保存されて来た。この本はエヒタナハ修道院の写字室で作成されたものとみられる。

## 写本Aと写本B
アイケンシス写本は、133の羊皮紙葉（244×183mm）の2つの福音集から構成されている。

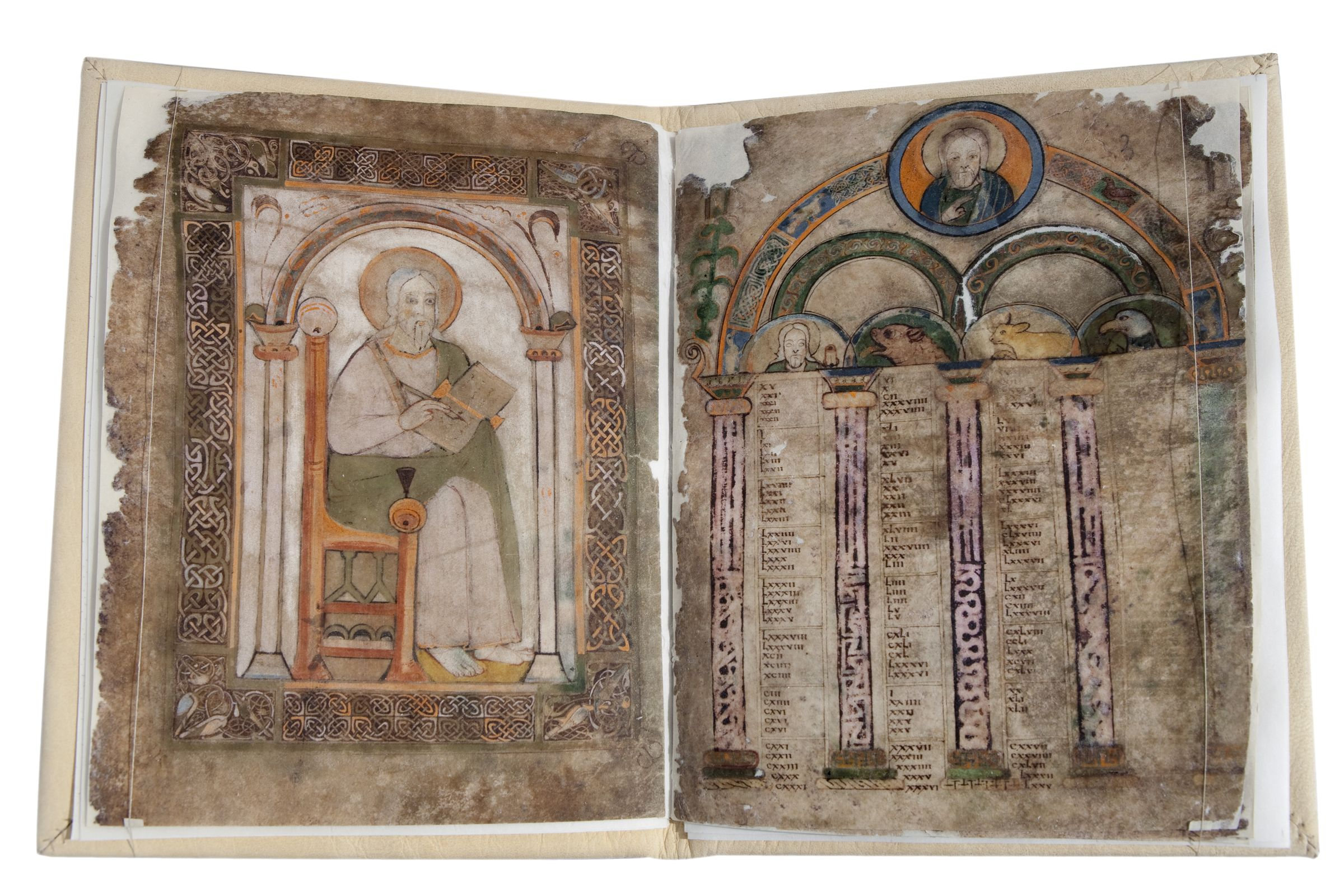
Full-page evangelist portrait and canon tables in the Codex Eyckensis A.

第1の写本（Codex A）は不完全である。5つのフォリオから成り、福音伝道師の絵が全体に描かれたページで始まり（マタイを描写したものとみられる）、不完全な8つの対観表 が続く。伝道師の絵がイタリア・ビザンチン様式で作成され、バチカン図書館に保存されているバルベリーニ福音書に関係性のあることは明らかである（Barberini Lat. 570。この絵には、リンディスファーンの福音書の装飾要素に匹敵する、アングロサクソンの結び紐の縁飾りがついている。
対観表では4つの福音書の対応する節を概説している。このように、対観表はテキストを容易に見つけられるようにするための目次や索引としての役割を果たしている。写本Aの対観表は、柱や拱廊、4人の福音書記者の象徴や聖人の肖像画で装飾されている。
第2の写本（Codex B）には全12の対観表と4つの福音が記されている。対観表は柱やアーチ、使徒や伝道者の絵で装飾されている。福音は、7世紀から8世紀の、イギリスとアイルランドの写本の特徴である丸みを帯びたインシュラー体で記されている。この字体はヨーロッパ大陸でも使用された。各段落の最初の大文字は、赤色と黄色の点で縁取られている。このテキストは1人の書士によって複写された。
この福音は普及版で、多くは聖ヒエロニムス（ストリドンの聖ヒエロニムス、西暦347～420年）が翻訳し、追加と移行が多数ある。福音の同等のバージョンはケルズの書（Dublin, Trinity College, ms 58）、Book of Armagh（Dublin, Trinity College, ms 52）、Echternach Gospels（Paris, Bnf, ms Lat.9389）にも見ることができる。

## 歴史（誕生から20世紀まで）

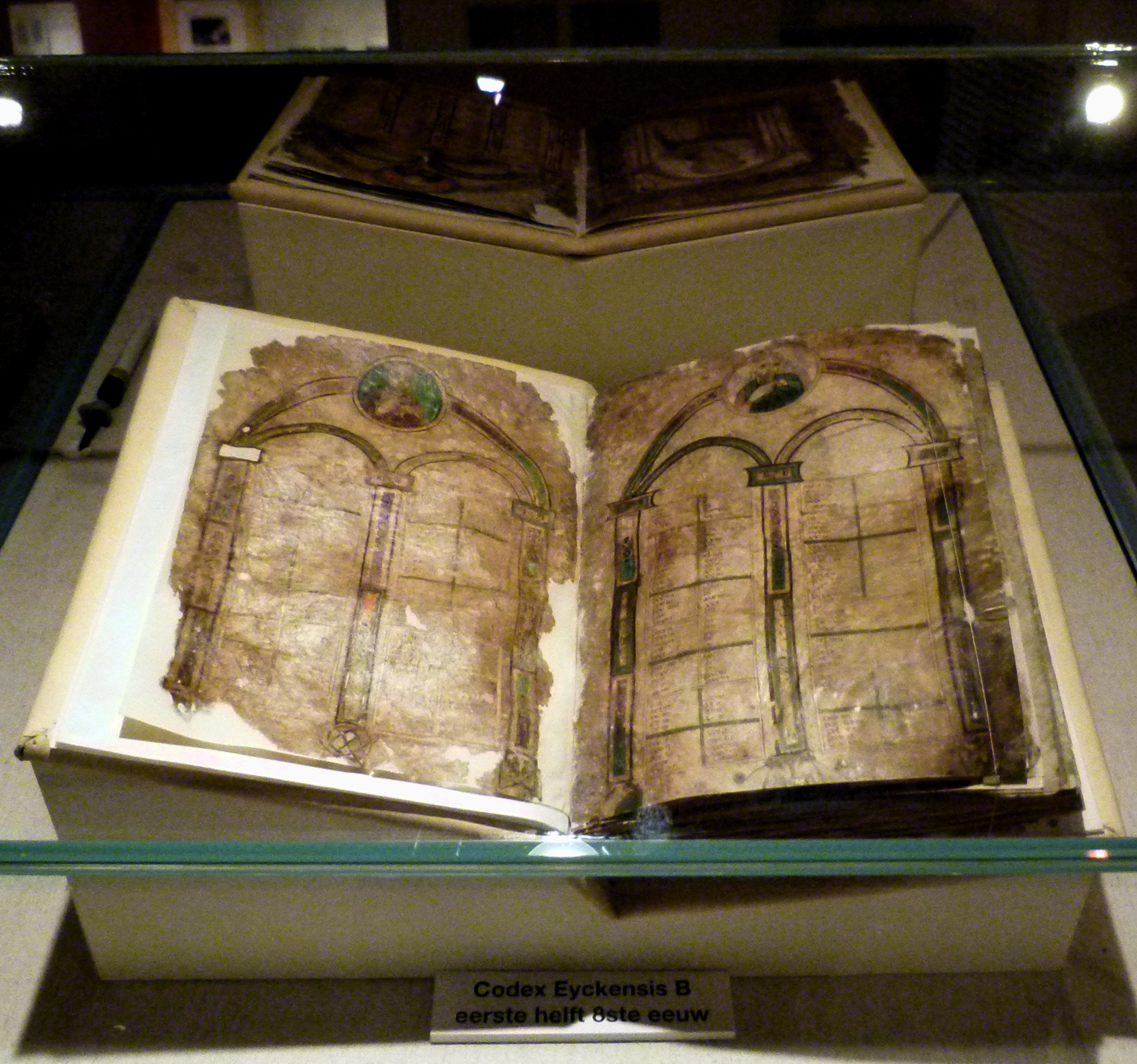
The Codex Eyckensis displayed in the St Catherine's Church in Maaseik

アイケンシス写本の誕生は8世紀にさかのぼり、西暦728年に聖別された、アルデンアイクのベネディクト会修道院で最初に保管された。メロヴィング朝の貴族、ドゥナの王Adelardとその妻Grinuaraが娘たちのHarlindisとRelindisのために、マース川近くの「小さくて使い道のない森」にこの修道院を建てた。周辺に樫の木が生息していたことから修道院はEyke（アイク＝樫）と名付けられた。後に、周囲にNieuw-Eyke（新しい樫、現マーサイク）という名の村が誕生して重要性が高まると、古い村の名はAldeneik（古い樫）となった。聖ウィリブロルドは、Harlindisをこの教団の修道院長に任じた。彼女の死後、聖ボニファティウスが妹のRelindisを彼女の後継者に任じた。
アイケンシス写本は修道院での学習のほか、キリストの教えの普及にも使用された。現在のアイケンシス写本を構成している2つの福音書は、聖ウィリブロルドによって、エヒタナハ修道院からアルデンアイクへもたらされたとみられている。
2つの写本は、おそらく12世紀中に1冊にまとめられたものだと考えられている。1571年、アルデンアイクの修道院は放棄された。10世紀半ばから、ベネディクト会の修道女たちは聖堂参事会の男性司祭に取って代わられた。宗教戦争の脅威が高まる中、司祭たちはマーサイクの城壁都市に避難した。彼らはアルデンアイクの教会の宝物を聖カタリナ教会へ持ち込んだ。その中にアイケンシス写本もあった[リンク]。

## 作者

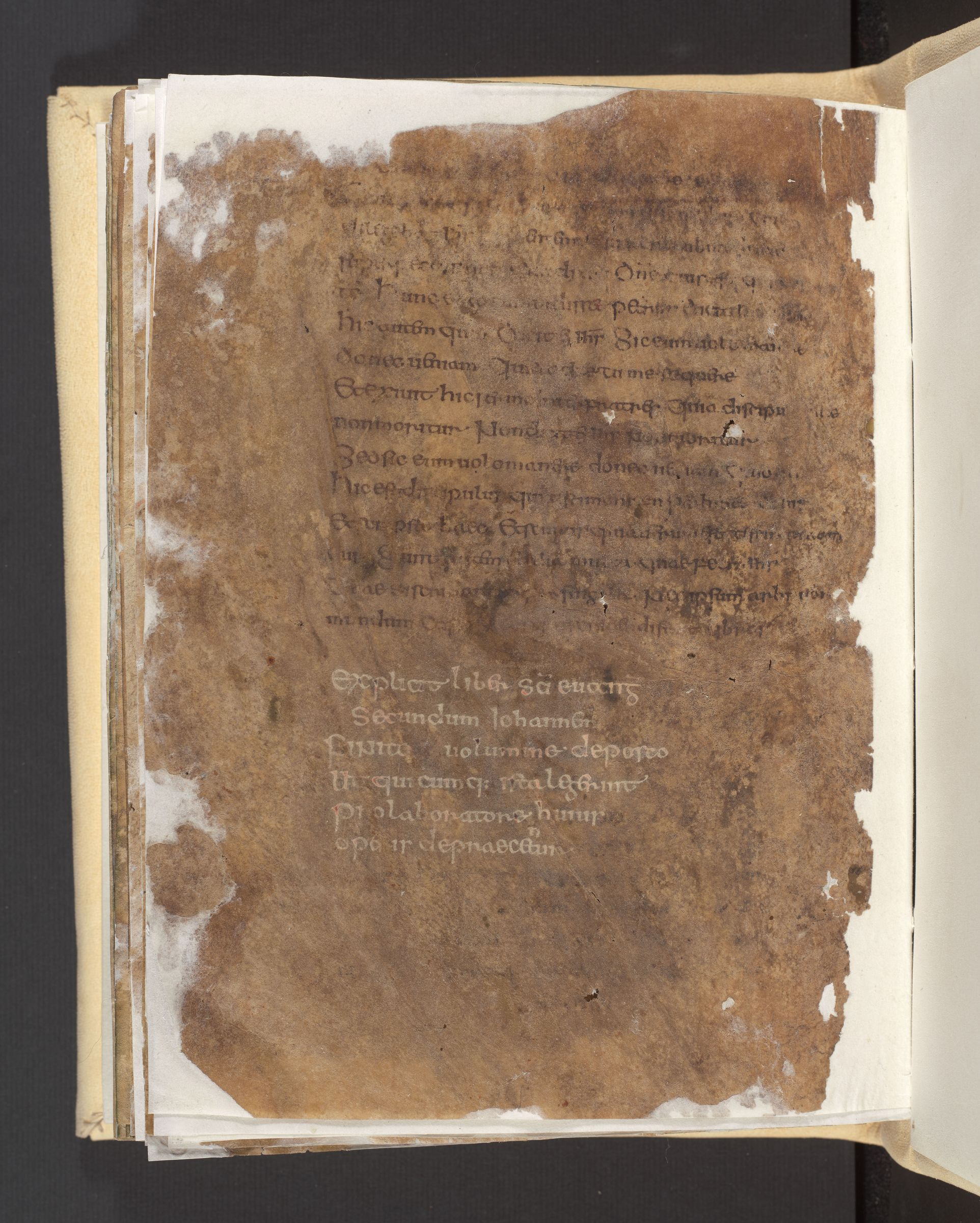
Text folio in the Codex B

何世紀もの間、アイケンシス写本の作者は、アルデンアイク修道院の最初の修道院長で後に聖人と認められたHarlindisとRelindisであるとされてきた。この聖人伝説は、地元の聖職者によって19世紀に書かれたものである。そこでは、HarlindisとRelindisは福音も執筆したと書かれている。19世紀には、この聖人姉妹の遺物を崇拝することが非常に重要なこととなり、アイケンシス写本の崇拝がそこに含まれ、HarlindisとRelindis自身が作成したものとして深い尊敬の念を呼び起こした。
しかし第2の写本の最後の文で、そのことが明白に否定されている。Finito volumine deposco ut quicumque ista legerint pro laboratore huius operis depraecentur（この章を終えるにあたり、これを読む全ての人に、この写本を作成した作成者に祈りをささげることをお願いしたい）。laboratorと男性形が用いられていることから、この写本は男性が書いたことが明示されている。1994年にAlbert Derolez（ゲント大学）とNancy Netzer（ボストンカレッジ）が行った比較分析では、写本Aと写本Bはともに同じ年代に作成され、ともにエヒタナハ修道院の写字室で同じ書士が作成した可能性が高いことが明らかになった。

## 1957年の保存と修復の試み
1957年、デュッセルドルフの修復家Karl Sieversがアイケンシス写本の保存と修復を試みた。彼は、18世紀に施された赤いベルベットの装丁をはずし、写本のフォリオすべてに「Mipofolie」を被せた。Mipofolieはポリ塩化ビニル（PVC）製のホイルで外側はフタル酸ジオクチルで可塑化されている。このホイルは時間とともに塩酸を発生させ、羊皮紙を傷つけ、ホイル自体をも黄変させた。羊皮紙の透明度や色合いがその影響を受け、ホイルのポリマーが羊皮紙に移行して損傷させる恐れがあった。また、SieversはMipofolieを被せた後、再度アイケンシス写本を製本したが、その際フォリオの端を切断しなければならなかったため、彩飾の一部が失われてしまった。

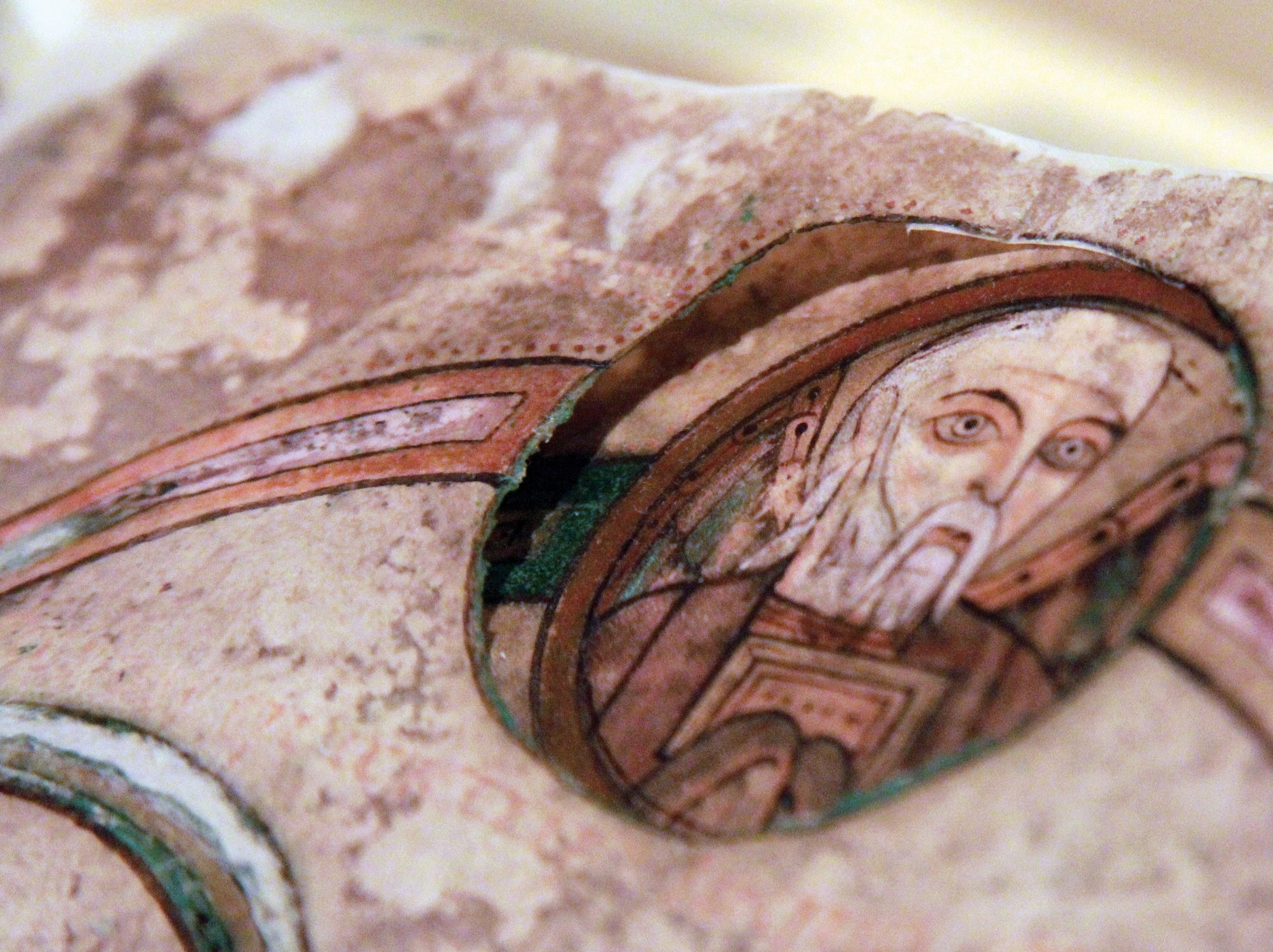
Detail from the Codex B

1987年から1993年にかけて行われた新たな保存の取り組みでは、Jan Wouters博士が率いるベルギー王立文化財研究所[リンク]のチームがMipofolieを注意深く取り除いた。Mipofolieを取り除いた後のフォリオの保存のため、画期的な羊皮紙補強技術が開発された。保存を完成させるため、アイケンシス写本の2つの写本は別々に製本された。

## 写真記録とデジタル化
アイケンシス写本の写真記録は1916年ごろに開始された（Bildarchiv Marburg）。保存を行うにあたり、ベルギー王立文化財研究所（KIK–IRPA）で写本の撮影が行われた。複製は1994年に出版された。
2015年、アイケンシス写本はルーヴェン・カトリック大学中世美術研究センター（Centre for the Study of Medieval Art）の画像研究所およびIlluminare[リンク]により、聖カタリナ教会においてデジタル化された[リンク]。このプロジェクトはLieve Watteeuw博士の主導で行われた。LIBIS（ルーヴェン・カトリック大学）との協力により高解像度の画像がオンラインで閲覧できるようになった。
1986年、アイケンシス写本は文化遺産に指定され保護された。2003年には「Flemish Masterpiece」（フランドルの傑作）に指定された。

## 現在の研究
2016年から2017年にかけて、Illuminare／ルーヴェン・カトリック大学中世美術研究センター（Lieve Watteeuw教授）及びベルギー王立文化財研究所（Marina Van Bos博士）の研究者チームがアイケンシス写本の研究を再開する。
詳細は以下でご覧いただけます。
-     www.codexeyckensis.be
-     Book Heritage Lab―ルーヴェン・カトリック大学
-     ベルギー王立文化財研究所（KIK–IRPA）